# أبطال السباق
أبطال السباق مسلسل أنمي ياباني من إنتاج إستديو تاتسونكو برودكشن . تم عرض المسلسل لأول مره في 2 أبريل 1967 واستمر عرضه حتى 31 مارس 1968 . تمت دبلجة المسلسل للغة العربية بواسطة المركز العربي للخدمات السمعية والبصرية و قناة بسمة للأطفال ومن كرتون موسيقي أسماء سرعات السباق.

## وصلات خارجية
- Mach GoGoGo at Tokyo MX (Japanese)
- الموقع الرسمي
 Archived From The Original
- Official digital manga publishing website
- أبطال السباق على موقع IMDb (الإنجليزية)
- Speed Racer at يوتيوب